# Гошовський Володимир Сергійович
Володи́мир Сергі́йович Гошо́вський (7 жовтня 1973, м. Стрий Львівської області) — український політик, учений, адвокат, народний депутат України 4-го скликання. Перший заступник голови Державної служби України з контролю за наркотиками (2010—2014). Державний службовець I рангу 1 категорії. Доктор юридичних наук, кандидат економічних наук, кандидат геологічних наук.

## Біографія
Народився 7 жовтня 1973 року в м. Стрий Львівської області. Разом з родиною пізніше переїхав на постійне місце проживання в Балаклійський район Харківської області. Трудовий шлях розпочав у 13 років.
1986—1988 рр — робочий ферми, с. Червоний Донець Харківської області.
Після закінчення середньої школи (атестат з відзнакою) пішов працювати в медичну сферу:
1989—1990 р.р. — Санітар Балакліївської районної лікарні, м Балаклія Харківської області.
У 1990 році вступив до Харківського державного медичного університет (ХДМУ), який в 1995 році закінчив з червоним дипломом за спеціальністю «Лікувальна справа».
1996 — аспірантура ХДМУ. Наукову роботу поєднував з практичною діяльністю в Медико — генетичному центрі м Харків.
У 1994 році паралельно з навчанням в ХДМУ вступив на заочне відділення Національної Юридичної Академії імені Ярослава Мудрого, у 2000 році закінчив з відзнакою за спеціальністю «Правознавство».
1995—1997 р.р. — Менеджер, провідний юрисконсульт ТОВ «Фармація», г. Харьков.
1997—1998 р.р. — Віце-президент «Укрнадрапромінвест», г. Харьков
У 1997 р був обраний головою молодіжної громадської організації України — Демократичного об'єднання молоді («ДОМ»). Серед першочергових завдань — вирішення проблем молодого покоління, захист його соціальних прав.
У 1998 році виступив ініціатором створення Молодіжного парламенту Харківщини. Головна мета — підготовка нового покоління молодих політиків, здатних взяти на себе відповідальність за долю Харкова та України в цілому. Кандидатура Володимира Гошовського була висунута Демократичним об'єднанням молоді на виборах до Харківської міської ради.
1998—2002 рр. — Депутат Харківської міської ради.
2002—2005 рр. — Народний депутат України 4-го скликання, обраний по одномандатному округу № 173 г. Харьков.
Голова Підкомітету з питань розвитку новітніх екологічно чистих технологій Комітету Верховної Ради України з питань екологічної політики, природокористування та ліквідації наслідків Чорнобильської катастрофи.
Член Української частини Комітету з питань парламентського співробітництва між Україною та ЄС.
Уповноважений представник депутатської групи «Народний вибір».
Лідер партії «Соціалістична Україна».
2007—2010 рр. — Голова адвокатського об'єднання «Національна правова палата»
2010—2011 рр. — Перший заступник Голови Державного комітету України з питань контролю за наркотиками.
2011—2014 рр. — Перший заступник Голови Державної служби України з контролю за наркотиками.

## Автор Законів та законопроєктів
- Закон «Про профілактику безпритульності»
- Закон «Про державну соціальну допомогу інвалідам з дитинства та дітям-інвалідам»
- Законопроєкт «Про Президента України»
- Законопроєкт «Про Кабінет Міністрів України»
- Законопроєкт «Про вибори народних депутатів України»
- «Про державну соціальну допомогу інвалідам з дитинства»
- Законопроєкт «Про внесення змін до Закону України» Про об'єднання громадян"
- Законопроєкт «Про внесення змін до деяких законів України з питань надання фінансової підтримки громадським організаціям та іншим об'єднанням ветеранів війни»
- «Про профілактику безпритульності»
- «Про внесення змін до Закону України» Про молодіжних та дитячих громадських організаціях «
- Законопроєкт „Про внесення змін до Закону України“ Про державну соціальну допомогу малозабезпеченим сім'ям»
- Законопроєкт «Про внесення змін до Закону України» Про державну соціальну допомогу інвалідам з дитинства та дітям-інвалідам"
- Законопроєкт «Про статус і соціальний захист громадян, які постраждали внаслідок Чорнобильської катастрофи»
- Законопроєкт «Про внесення змін до деяких законів України (щодо недопущення обмежень конституційних прав громадян на участь у виборчому процесі та попередження зловживань під час проведення виборів за пропорційною системою)»
- «Про відшкодування втрат громадянам, які постраждали внаслідок діяльності довірчих товариств та інших фінансових установ, які залучали приватизаційні папери населення»
- Законопроєкт «Про внесення змін до Бюджетного кодексу України (щодо недопущення погіршення соціального стану громадян та забезпечення належного фінансування державних програм соціального забезпечення та захисту, заходів щодо підтримки дітей, сім'ї та молоді, державних програм розвитку освіти, охорони здоров'я, культури)».

Брав активну участь у розробці законів та інших нормативно-правових актів з проблем розвитку місцевого самоврядування, боротьбі зі злочинністю.
Ініціатор соціальної Конституційної реформи в Україні 2005 шляхом проведення всенародного референдуму з винесенням на обговорення наступних законопроєктів:
- Законопроєкт, що дозволяє посилити захист прав і свобод громадян.
- Законопроєкт, який стосується удосконалення діяльності органів влади.
- Законопроєкт про скасування недоторканності.

## Наукові роботи, статті, коментарі
(Бібліографічний список робіт В. C. Гошовського, опублікованих в періодичних та інших друкованих виданнях)
Монографії
- Реформування системи виконавчої влади в Україні: концептуальні засади та правове регулювання: монографія / В. С. Гошовський. Київ, 2012. — «ХАЙ-ТЕК ТРЕСТ», Міністерство внутрішніх справ України — 319 с.
- Особливості правового регулювання трудової діяльності депутатів Верховної Ради України: монографія / В. С. Гошовський. Київ, 2011. — 212 с.

Підручники, навчальні, навчально-методичні та науково-методичні посібники 
- Гошовський В С. Підбірка нормативно-правових актів «СОЦІАЛЬНІ ПРАВА І ОБОВ'ЯЗКИ ВНУТРІШНІХ ПЕРЕСЕЛЕНЦІВ» — Харків, 2015 р.
- Елітознавство: підручник / за заг. ред. В. А. Гошовської. — К. : НАДУ, 2013. — 268 с.
- Політичне лідерство: навч. посіб. / авт. кол. ; за заг. ред. В. А. Гошовської, Л. А. Пашко — К. : НАДУ, 2013. — 300 с.
- Державне управління: підручник: у 2 т. / Нац. акад. держ. упр. при Президентові України: Авторський кол.: Ю. В. Ковбасюк, К. О. Ващенко, Ю. П. Сурмін, В. С. Гошовський, Мельник О. В. — К.: Дніпропетровськ: НАДУ. 2012. — Т. 1. — 564 с.
- В. С. Гошовський. Ю. В. Ковбасюк, В. С. Загорський, А. В. Гайдук, О. С. Ігнатенко, А. І. Ляхоцький, В. Я. Малиновський, О. В. Мельник, І. Й. Снігур, С. М. Серьогін. Розділ 6. Суб'єкти державного управління. Державне управління : підручник : у 2 т. / Нац.акад. держ. упр. При Президентові України ; ред. кол. : Ю. В. Ковбасюк, К. О. Ващенко, Ю. П. Сурмін. — К. ; Дніпропетровськ : НАДУ, 2012. — Т.1. — 259—335 с.
- Гошовський В. С. Трудова діяльність депутатів Верховної Ради України: правові аспекти: навч. посіб. / В. С. Гошовський. — К. : НАДУ, 2012. — 204 с.
- Гошовська В. А., Баскакова Ю. В., Брайченко А. Д., Гошовський В. С., Пашко Л. А. та ін. Основи вітчизняного парламентаризму: підручник для студ. вищ. уч. закладів: у 2 т. / під заг. Ред . В. А. Гошовської. — К.: НАДУ, 2011. — Т. 1. — 408 с.
- Закордонне українство: сутність, структура, самоорганізація. Підручник / В. Б. Євтух, А. А. Попок, В. П. Трощинський, С. Ю. Лазебник, В. М. Андрієнко, В. С. Гошовський, та ін. Під ред. В. Б. Євтух. — К.: Альтпрес, 2011 . — 304 с.
- Вступ до медичної геології / За ред. Г. І. Рудько, О. М. Адаменко. — К.: Вид-во «Академпрес», 2010 . — Т.1 . — 736 с.
- Вступ до медичної геології / За ред. Г. І. Рудько, О. М. Адаменко. — К.: Вид-во «Академпрес», 2010. — Т.2 . — 448 с.
- В. С. Гошовський, Г. І. Рудько. Екологічна безпека техноприродних геосистем адміністративних областей — Київ: «Академпрес», 2009. — 192 с.
- В. С. Гошовський, В. В. Білоус, О. О. Первомайський. Календарна стратегія підготовки парламентських виборів 30 вересня 2007 року (практичний посібник). — Харків, 2007. — 320 с.
- В. С. Гошовський, Г. В. Богатирьова. Ланцюгова полімеразна реакція в діагностиці спадкової патології. Науковий посібник для лікарів- курсантів. — Харків, 1997.
- В. С. Гошовський, Г. В. Богатирьова. Ультразвукова пренатальна діагностика вроджених патологій у розвитку плоду. Науковий посібник для лікарів-курсантів. — Харків, 1997.

Публікації навчально-методичного характеру
- Митний кодекс України: Науково-практичний коментар / А. Т. Комзюк, О. О. Погрібний, В. С. Гошовський, Р. А. Калюжний та ін — К.: Всеукраїнська асоціація видавців «Правова єдність», 2008. — 757 с.
- В. С. Гошовський, В. В. Білоус. Організація діяльності офіційного спостерігача від політичної партії (блоку), суб'єкта виборчого процесу на позачергових виборах народних депутатів України 30 вересня 2007 року (методичні рекомендації) — Київ, 2007. — 80 с.
- Розробка регіонального соціального бюджету. Методичні рекомендації / Баранова Н. П., Дєєва Н. М., Гошовський В. С., Костра В. І. та ін. — Дніпропетровськ: ДДФА, 2005. — 208 с.

Статті у наукових виданнях, в тому числі фахових
- Гошовський В. С. Особливості адміністративно-правового статусу Фонду державного майна України як центрального органа виконавчої влади зі спеціальним статусом [Електронний ресурс] / В. С. Гошовський // Форум права . — 2013. — № 1. — С. 209—214. — Режим доступу: http://nbuv.gov.ua/j-pdf/FP_index.htm_2013_1_38.pdf
- Гошовський В. С. Роль міністерств у системі органів виконавчої влади [Електронний ресурс] / В. С. Гошовський // Публічне право . — 2013. — № 1. — С. 78-84. — Режим доступу: http://nbuv.gov.ua/j-pdf/pp_2013_1_11.pdf
- Гошовський В. С. Удосконалення діяльності Кабінету Міністрів України як вищого органу виконавчої влади в Україні [Електронний ресурс] / В. С. Гошовський // Актуальні проблеми права: теорія і практика . — 2013. — № 26. — С. 249—255. — Режим доступу: http://nbuv.gov.ua/j-pdf/app_2013_26_35.pdf
- Гошовський В. С. Правові засади організації та функціонування системи органів виконавчої влади [Електронний ресурс] / В. С. Гошовський // Форум права . — 2012. — № 4. — С. 255—260. — Режим доступу: http://nbuv.gov.ua/j-pdf/FP_index.htm_2012_4_42.pdf
- Гошовський В. С. Удосконалення адміністративно-правового регулювання діяльності «інших центральних органів виконавчої влади» [Електронний ресурс] / В. С. Гошовський // Науковий вісник Дніпропетровського державного університету внутрішніх справ . — 2012. — № 4. — С. 198—204. — Режим доступу: http://nbuv.gov.ua/j-pdf/Nvdduvs_2012_4_31.pdf
- Гошовський В. С. Правова природа органів виконавчої влади як однієї з гілок влади. Публічне право / Науково-практичний юридичний журнал, № 3 (7) 2012.
- Гошовський В. С. Теоретичні основи організації та функціонування системи органів виконавчої влади. Європейські перспективи / Науково-практичний журнал, № 3 ч. 1, 2012.
- Лазор Л. І., Ярошенко О. М., Гуславський В. С., Гошовський В. С., та ін. Актуальні проблеми права: теорія і практика. Збірник наукових робіт № 23. — Луганськ: Східноукраїнський національний університет ім. В. Даля, 2012 р. — 620 с.
- Гошовський В. С. Особливості правового статусу політичного діяча. Наука і правоохорона, № 2 (12), частина II — Київ, 2011 р.
- Гошовський В. С. Становлення та сучасний стан організації системи органів виконавчої влади в Україні. Наука і правоохорона, № 3 (31), частина II — Київ, 2011 р.
- Гошовський В. С. Фактори, які обумовлюють необхідність реформування органів виконавчої влади. Актуальні проблеми права: теорія і практика. Збірник наукових робіт № 22 . — Луганськ: Східноукраїнський національний університет ім. В. Даля, 2011 р. — 640 с.
- Укладення строкового трудового договору із народними депутатами як необхідна умова підвищення ефективності правового регулювання діяльності парламентаріїв [Електронний ресурс] / В. С. Гошовський // Актуальні проблеми права: теорія і практика . — 2010. — № 17. — С. 115—125. — Режим доступу: http://nbuv.gov.ua/j-pdf/app_2010_17_12.pdf
- Гошовський В. С. Умови виникнення трудових відносин із народними депутатами [Електронний ресурс] / В. С. Гошовський // Актуальні проблеми права: теорія і практика . — 2010. — № 18. — С. 285—291. –- Режим доступу: http://nbuv.gov.ua/j-pdf/app_2010_18_40.pdf
- В. С. Гошовський. Поняття і сутність парламентсько-трудових видносин // Актуальні проблеми права: Теорія і практика. Збірник наукових праць № 16 — Луганськ, 2010. С. 334—340.
- В. С. Гошовський. Укладання строкового трудового договору з народними депутатами як необхідна умова підвищення ефективності правового регулювання діяльності парламентарів // Актуальні проблеми права: Теорія і практика. Збірник наукових праць № 17 — Луганськ, 2010. С.101 — 112.
- В. С. Гошовський. Сутність та особливості діяльності депутата Верховної Ради України // Форум права № 1 — Харків, 2008. С.104-107.
- Гошовський В. С. Регіональний аналіз стану геологічного середовища та суміжних компонентів довкілля адміністративних областей (на прикладі Львівської області) / В. С. Гошовський // Збірник наукових праць Українського державного геологорозвідувального інституту. — 2007. — № 1. — С. 99-115.
- В. С. Гошовський. Стан геологічного середовища і динаміка техноприродних геосистем (на прикладі Львівської області) // Мінеральні ресурси України. Науковий журнал. — Київ, февраль 2007. С.38 — 47.
- В. С. Гошовський. Стан геологічного середовища і динаміка техноприродних геосистем (на прикладі Львівської області) // Збірник наукових праць Українського державного геологорозвідувального інституту. Науковий журнал № 1 — Київ, 2007. С.99 — 116.
- В. С. Гошовський. Екзогенні геологічні процеси на території Львівської області // Збірник наукових праць Українського державного геологорозвідувального інституту. Науковий журнал № 2 — Київ , 2007. С.347-355.
- В. С. Гошовський. Моніторинг геологічних процесів на території Львівської області // Збірник наукових праць Українського державного геологорозвідувального інституту. Науковий журнал № 4 — Київ, 2007. С.212-223.

Статті в інших виданнях 
- Бюджетна резолюція повинна бути відображенням реальних кроків уряду / Газета «Голос України», № 99 (3599), 01.06.2005.
- Повернути дітей з вулиці в сім'ї / Газета «Урядовий кур'єр», № 112, 17.06.2005.
- Безпритульні отримають соціальний захист / Газета «Урядовий кур'ер», № 116, 24.06.2005.
- Борги наші … / Газета «Урядовий курє'р», № 15, 27.01.2004.
- Владу треба наближати до народу, а не віддаляти від нього / Газета «Голос України», № 3524, 02.2004.
- Пільги чи адресна допомога — передвиборчі коливання на шкалі лицемірства / Газета «Голос України», № 86, 13.05.2004.
- «Золота середина» суспільства / Газета «Урядовий кур'єр», № 156, 19.09.2004.
- Не потрібно плутати патріотизм з націоналізмом / Газета «Голос України», № 190 (3440), 12.10.2004.
- Зайві молоді фахівці — загроза національній безпеці / Газета «Голос України», № 216 (3466), 17.11.2004.
- Зайві молоді фахівці — загроза національній безпеці / Газета «Урядовий кур'єр», № 219, 17.11.2004.
- Президентські вибори не повинні спричинити розкол країни / Газета «Голос України», № 242, 22.12.2004.
- Щоб на душу діставалося менше, ніж по 100 / Газета «Голос України», № 4 (3004), 09.01.2003.
- Українське законодавство у сфері екології потребує якісних змінах / Газета «Енергоінформ», № 3 (185), 16-22 січня 2003.
- Ветеранським організаціям — державну підтримку / Газета «Урядовий кур'єр», № 52, 20.03.2003.
- Ветеранським організаціям — фінансову підтримку від держави / Газета «Голос України», № 57, 25.03.2003.
- Чорнобиль загрожує новою трагедією / Газета «Голос України», № 80, 25.04.2003.
- Українці вимруть як … динозаври? / Газета «Голос України», № 96, 27.05.2003.
- «Пільгове» протистояння: реалії сьогодення / Газета «Урядовий кур'єр», № 137, 26.07.2003.
- «Пільгове» протистояння: реалії сьогодення / Газета «Голос України», № 156 (3156), 21.08.2003.
- Соціальна допомога інвалідам / Газета «Урядовий кур''ер», № 179, 25.09.2003.
- Діти-інваліди потребують допомоги / Газета «Голос України», № 188 (3188), 07.10.2003.
- Виборча система крізь призму політреформи / Газета «Голос України», № 208, 04.11.2003.
- Повернення боргів — справа честі / Газета «Голос України», № 244 (3244), 23.12.2003.
- Гошовський В. С. Стан геологічного середовища і динаміка техноприродних геосистем (на прикладі Львівської області) / В. С. Гошовський // Мінеральні ресурси України. — 2007. — № 2. — С. 38-46.
- Людина і середовище: баланс інтересів і можливостей / Газета «Урядовий кур'єр», 8.10.2002, № 185.
- Токсичне «Лідерство» //Газета "Урядовий кур'єр " № 209, 09.11.2002.
- Витратимо час на декларування роботи / Газета «Голос України», № 246—247 (2997—2998), 26.12.2002.

Тези доповідей, матеріали наукових конференцій та з'їздів
- Гошовський В. С. Методологічні засади дослідження реформування органів виконавчої влади в Україні // Державна служба та публічна політика: проблеми і перспективи розвитку: щоріч. Всеукр. наук.-практ. конф. за міжнар. участю (Київ, 27 трав. 2016 р.) / за заг. ред. А. П. Савкова, М. М. Білинської, С. В. Загороднюка. — Київ: НАДУ, 2016. — 440 с. — С. 423—425.
- В. С. Гошовський. Характер та особливості трудових відносин з народними депутатами України //Інстутиційне забезпечення кадрової політики у державному управлінні: становлення та розвиток: матеріали щоріч. Всеукр. наук.-практ. конф. за міжнар. участю (Київ, 29 трав. 2015 р.) за заг. ред. Ю. В. Ковбасюка, А. І. Семенченка, С. В. Загороднюка. — К. : НАДУ, 2015. — 404 с. — С. 174—176
- В. С. Гошовський. Окремі аспекти здійснення трудової діяльності народними депутатами України як державними службовцями. Модернізація галузевих стандартів вищої освіти та розвиток магістерських програм у галузі знань «Державне управління»: матеріали наук.-практ.конф. за міжнар. участю (Київ, 24-25 жовтня 2013 р.) / за заг. ред. Ю. В. Ковбасюка, К. О. Ващенка, М. М. Білинської. — К. : НАДУ, 2013. — 270—272 с.
- Гошовський В. С. Особливості трудової діяльності народних депутатів України. Стратегія державної кадрової політики-основа модернізації країни: матеріали Всеукраїнської науково-практичної конференції з міжнародною участю. Київ, 31 травня. 2012 р. — М. : НАДУ, 2012. — 572 с.
- Гошовський В. С. З питання визначення основних принципів місцевого самоврядування, закріплених у положеннях основного закону України. Правові методи забезпечення та захисту прав людини: вітчизняний та зарубіжний досвід: матеріали Міжнародної науково-практичної конференції вчених, викладачів, аспірантів, студентів. Книга 3. м. Луганськ, 5-6 квітня 2012 / За редакцією проф. Л. І. Лазор. — Луганськ, Східноукраїнський національний університет ім. В. Даля, 2012 р. — 276 с.
- Гошовський В. С. Визначення правового статусу політичного діяча в контексті адміністративної реформи. Актуальні проблеми надання юридичної допомоги в Україні: сучасний стан та перспективи розвитку: матеріали науково-практичної конференції (м. Харків, 21-22 січня 2011 р.) — Харків: ФІНН, 2011 .- 168 с.
- В. С. Гошовський. До питання парламентсько-трудових видносин // Науково-практична конференція «Правові засоби забезпечення та захисту прав людини: вітчизняний та зарубіжний досвід» 21-22 квітня 2010 р., Східноукраїнський національний університет — Луганськ, 2010. С.96-101.
- В. С. Гошовський. Правова регуляція діяльності депутата Верховної Ради як суб'єкта трудових правовідносин // Матеріали науково-практичної конференції «Актуальні проблеми розвитку законодавства про працю та соціальне забезпечення» — Харків, 22-23 квітня 2009 року. С.274-277.
- В. С. Гошовський, Г. І. Рудько, О. В. Нецький. Перспективи використання альтернативних джерел енергії в Кримському і Карпатському регіонах // Перспективи використання нетрадиційних джерел енергії в Україні. Матеріали міжвідомчої науково-практичної конференції. — Євпаторія, АР Крим, 25-28 травня 2009. С. 21-25.
- В. С. Гошовський. Особливості діяльності депутата Верховної Ради // Актуальні проблеми роботи з персоналом в правоохоронних органах. Матеріали науково-практичної конференції. м. Харків, 27 листопада 2008 року. — Харків, 2008. C.274 — 279.
- Экологическая и техногенная безопасность. Охрана водного и воздушного бассейнов. Утилизация отходов: сб. научн. трудов междунар. научно-техн. конф., 09-13 июня 2008 г. / М-во з питань житл.-комун. госп., М-во регіонального розвитку будівництва України [та ін.]. — Харків, 2008.

Електронні видання, в тому числі фахові
- Гошовський В. С. НА ПОРОЗІ ДЕФОЛТУ. ПОЧАТОК КІНЦЯ ЧИ ШАНС НА НОВЕ МАЙБУТНЄ? / Ліга.net. Блоги, 2014 — [Електронний ресурс] — Режим доступу: http://blog.liga.net/user/goshovsky/article/16221.aspx [Архівовано 3 серпня 2016 у Wayback Machine.]
- Чому один дефолт буває краще, ніж десять реструктуризацій. До питання про недосконалість міжнародної системи реструктуризації державних боргів. Володимир Гошовський, Захар Попович / журнал соціальної критики «Спільне», 28 травня 2015 р. — [Електронний ресурс] — Режим доступу: http://commons.com.ua/chomu-odin-defolt-buvaye-krashhe/ [Архівовано 30 травня 2015 у Wayback Machine.]
- В. С. Гошовський. Підбірка нормативно-правових актів «Соціальні права і обов'язки учасників АТО» — Харків, 2015 р. http://www.npp.com.ua/news/3089.html [Архівовано 17 червня 2015 у Wayback Machine.]

## Авторські свідоцтва на винаходи та патенти
- Авторське свідоцтво № 1439217 на винахід «Магнітний диспергатор», зареєстроване в Державному реєстрі винаходів СРСР 22.07.1988
- Авторське свідоцтво № 1439216 на винахід «Магнітний диспергатор», зареєстроване в Державному реєстрі винаходів СРСР 22.07.1988
- Патент на корисну модель № 45482 «Спосіб підземної дегазації вугільних пластів». Зареєстрований у Державному реєстрі патентів України на корисні моделі 10 листопада в 2009 р.
- Патент на корисну модель № 47212 «Спосіб добування геотермальної енергії». Зареєстрований у Державному реєстрі патентів України на корисні моделі 25 січня в 2010 р.
- Патент на корисну модель № 83270 «Спосіб виготовлення олії з насіння конопель», зареєстрованому в Державному реєстрі патентів України на корисні моделі 27.08.2013 р.
- Патент на корисну модель № 81487 «Спосіб отримання оливкової олії», зареєстрованому в Державному реєстрі патентів України на корисні моделі 25.06.2013 р.
- Патент на корисну модель № 72689 «Спосіб знешкодження ракових клітин», зареєстрованому в Державному реєстрі патентів України на корисні моделі 27.08.2013 р.

Доповідач численних міжнародних симпозіумів з питань негативного впливу погіршення екологічного стану на генофонд населення України.

## Нагороди
Орден «За заслуги» III ступеня
Почесна Грамота Кабінету Міністрів України за особливі заслуги у молодіжній політиці — 2003 р.
Почесна Грамота Верховної Ради України за особливі заслуги перед Українським народом — 2003 р.
Медаль «За доблесть»